# Mamadou Lamine Loum
Mamadou Lamine Loum (3 febbraio 1952) è un politico senegalese.
È stato Primo ministro del Senegal dal luglio 1998 all'aprile 2000.